# The Five Doctors
The Five Doctors (Les cinq Docteurs) est le cent-vingt-neuvième épisode de la première série de la série télévisée britannique de science-fiction Doctor Who. Originellement diffusé sur la BBC le 25 novembre 1983, cet épisode de 90 minutes marque les vingt ans de la série et fait apparaître pour la première fois cinq incarnation du personnage du Docteur dans une même aventure.

## Accroche
Tandis que le quatrième Docteur se retrouve piégé dans l'espace-temps, les autres versions du Docteur et certains de ses anciens compagnons sont kidnappés dans la Zone Interdite de Gallifrey. Alors qu'ils font routes vers la tour sombre dans laquelle le créateur de la race des seigneurs du temps, Rassilon est enterré, ils croisent de nombreux anciens ennemis.

## Distribution
- Peter Davison : Cinquième Docteur
- Richard Hurndall, William Hartnell : Premier Docteur
- Patrick Troughton : Deuxième Docteur
- Jon Pertwee : Troisième Docteur
- Tom Baker : Quatrième Docteur
- Janet Fielding : Tegan Jovanka
- Mark Strickson : Vislor Turlough
- Carole Ann Ford : Susan Foreman
- Nicholas Courtney : Brigadier Lethbridge-Stewart
- Elisabeth Sladen : Sarah Jane Smith
- Lalla Ward : Romana
- Anthony Ainley : Le Maître
- Philip Latham : Président Borusa
- Dinah Sheridan : Chancelière Flavia
- Paul Jerricho : le Castelan
- David Banks : Cyber Leader
- Mark Hardy : Cyber Lieutenant
- Richard Mathews : Rassilon
- Frazer Hines : Jamie
- Wendy Padbury : Zoe Heriot
- David Savile : Colonel Crichton
- Caroline John : Liz Shaw
- Richard Franklin : Mike Yates
- John Leeson : K-9 (voix)
- Roy Skelton : Daleks (voix)
- John Scott Martinn : l'opérateur Dalek
- Ray Float : le sergent
- Keith Hodiak : Raston Robot
- Stuart Blake : le commandant
- Stephen Meredith : le technicien
- John Tallents : le garde
- William Kenton : Cyber Scout

## Résumé
Une mystérieuse figure utilise un manipulateur du temps afin d'enlever différentes incarnations du Docteur, certains de ses anciens compagnons (Susan Foreman, Sarah Jane Smith, et le Brigadier Lethbridge-Stewart) et certains de ses ennemis (notamment les Daleks et des Cybermen) à l'intérieur de la "Zone Interdite" de Gallifrey. Alors que l'être a réussi à transporter le 1er, le second et le troisième Docteur dans la zone, le 4e Docteur et Romana se retrouvent enfermés dans un vortex temporel. Pendant ce temps là, le 5e Docteur qui est en train de se relaxer dans un coin de l'univers appelé "l'Œil d'Orion" avec Tegan et Turlough, sent tout à coup une profonde douleur, sentant les anciennes parties de lui-même être séparées de leur temporalité respective. Il décide de partir à l'intérieur du TARDIS, qui est attiré vers la Zone Interdite. Pendant ce temps là, les différents Docteurs reconnaissent la Zone Interdite de Gallifrey et décident de s'acheminer, avec leurs compagnons, jusqu'à une tour se trouvant au centre de la zone dans laquelle se trouverait le tombeau de Rassilon en tentant d'éviter les ennemis et les monstres parsemés sur le chemin.
Ailleurs sur Gallifrey, le Haut Conseil des Seigneurs du temps, dirigé par le président Borusa, la chancelière Flavia et le Castillan apprennent l'apparition de personnes dans la Zone Interdite, la disparition des différentes formes du Docteur et une perte d'énergie depuis l'Œil d'Harmonie. Ils décident de faire appel au Maître afin qu'il aide les Docteurs dans la Zone Interdite en échange du pardon et d'un nouveau set de régénération. Le Maître accepte à condition d'avoir une copie du Sceau du Haut Conseil afin de prouver aux Docteurs qu'il travaille pour eux, ainsi qu'un équipement de transmat afin de se téléporter hors de la Zone Interdite. Pourtant, lors de sa rencontre avec le 3e Docteur, celui-ci va l'accuser d'utiliser un faux sceau et s'enfuir avec Sarah Jane Smith. Le Maître rencontre le 5e Docteur, mais à la suite d'une attaque des Cybermen, le Maître est assommé.
Le 5e Docteur utilise alors le transmat pour revenir à la Capitale et informer le Conseil de la situation. Il découvre aussi que le transmat est trafiqué avec une balise destiné à attirer les Cybermen vers lui. Après la découverte dans la chambre du Castillan des parchemins noirs de Rassilon, celui-ci est accusé d'être le traître et abattu par un garde après avoir été accusé de s'être échappé. Le Docteur fait part de ses doutes à la chancelière Flavia. Quand ils tentent de trouver Borusa dans la salle du conseil, celui-ci a disparu. À l'intérieur de la chambre de Borusa, le Docteur découvre alors un passage secret dans lequel se trouve le président affairé sur le manipulateur de temps. Borusa a découvert que Rassilon détenait le secret de la vie éternelle et a envoyé le Docteur et ses autres versions de lui afin qu'ils le trouvent à sa place. Après avoir hypnotisé le Docteur pour qu'il soit en son contrôle, il se téléporte dans le tombeau de Rassilon avec lui.
Pendant ce temps, dans la Zone Interdite, les trois autres incarnations du Docteur et leurs compagnons ont réussi à entrer à l'intérieur de la tour par différents points et à passer les pièges afin de se retrouver dans le tombeau. Avant que Borusa n'arrive, ils réussissent à déchiffrer un message dans l'ancienne langue de Gallifrey expliquant que celui qui souhaite l'immortalité est libre de la prendre en portant l'anneau de Rassilon, mais celui-ci prévient que « gagner est perdre et celui qui gagnera perdra ». Le Maître tente de s'emparer de l'anneau, mais il est arrêté et assommé par le Brigadier. Lors de l'arrivée de Borusa, les Docteurs réussissent à délivrer le 5e Docteur de son hypnose grâce à leurs pouvoirs mentaux. Alors qu'ils s'apprêtent à affronter Borusa, la voix de Rassilon, depuis la tombe explique que si celui-ci est venu pour l'immortalité, il pourra la lui fournir. Lorsque Borusa porte l'anneau il est changé en une statue vivante ornant le tombeau de Rassilon, une punition permettant de contrer ses successeurs trop ambitieux. Rassilon libère le 4e Docteur et renvoi le Maître dans sa ligne temporelle. Tous repartent dans leurs temporalités respectives, excepté le 5e Docteur.
La chancelière Flavia et les gardes de la cité arrivent dans le tombeau. En l'absence de Borusa, le Docteur devient président de la planète, une place qu'il ne peut refuser. Le Docteur ordonne à Flavia de revenir à la citadelle et de devenir responsable du pouvoir jusqu'à son retour. Il en profite pour s'enfuir à bord de son TARDIS.

### Continuité
- L'épisode commence avec un extrait du 1er Docteur, incarné par William Hartnell, issue de The Dalek Invasion of Earth. C'est la deuxième fois dans la série, après Castrovalva qu'un épisode de la série commence par un pré-générique. Seuls Time and the Rani et Remembrance of the Daleks en auront un avant que ce concept ne devienne une généralité avec le retour de la série en 2005.
- Cet épisode marque l'apparition de la nouvelle console du TARDIS qui sera utilisée par le Docteur jusqu'au hiatus de la série en 1989.
- L'épisode montre une brève apparition du K-9 offert par le Docteur à Sarah Jane Smith dans l'épisode pilote de la série K-9 and Company.
- Lorsque le troisième Docteur demande au Maître s'il s'est régénéré, celui-ci répond "pas précisément". En effet il a plutôt pris possession du corps de Tremas à la fin de l'épisode du 4e Docteur The Keeper of Traken (1981). À noter que les Docteurs ne reconnaissent pas le Maître de la même façon : le premier Docteur ne le reconnaît pas et on doit lui rappeler qu'ils étaient étudiants ensemble, le troisième semble au premier abord avoir des doutes sur son identité et le second Docteur et le Brigadier le reconnaissent immédiatement.
- Le second Docteur dit du Quartier Général de UNIT : « Vous l'avez redécoré ? Je ne l'aime pas ». Il avait fait la même réflexion à propos de l'intérieur du TARDIS du Troisième Docteur dans The Three Doctors. De même on retrouve deux phrases récurrentes prononcées par le Troisième Docteur : « J'ai inversé la polarité du flux des neutrons » et « j'expliquerai ça plus tard » et le Brigadier utilise la même phrase pour flatter les Docteurs que dans "The Three Doctors".
- On revoit le Troisième Docteur au volant de Bessie, sa vieille voiture de collection. Celle-ci est enlevée en même temps que lui et amenée dans la Zone Interdite.
- Trois autres incarnations de Borusa, avec un visage différent, étaient apparues dans la série respectivement dans The Deadly Assassin, The Invasion of Time et Arc of Infinity.
- Très rapidement, Susan se foule la cheville dans l'épisode, ce qui est un clin d'œil à ce qui lui arrivait souvent dans la première saison de la série.
- L'un des pièges de la Tour de Rassilon est un damier électrifié et le 1er Docteur utilise des pièces qu'il lance sur le sol afin de savoir si l'on peut le traverser. Le Troisième Docteur utilisait la même technique pour passer un piège similaire dans la cité d'Exxilon dans Death to the Daleks.
- Des scènes de cet épisode seront réutilisées lors de l'introduction de l'épisode de 2013 Le Nom du Docteur lorsque Clara se retrouve dans la ligne temporelle des différents Docteurs.
- On peut apercevoir le sceau du Haut Conseil de Gallifrey confisqué par le Docteur au Maître dans l'épisode de 2013 L'Heure du Docteur. De même la promesse que font les seigneurs du temps au Maître de lui offrir un nouveau cycle de régénération, laisse entendre qu'ils peuvent le faire, une chose qui sera effective dans le même épisode.

## Production
L'idée de faire un épisode spécial le 23 novembre 1983 pour fêter les 20 ans de la série avait déjà été décidée par le producteur de la série John Nathan-Turner deux ans auparavant. Toutefois avec le décalage de la série, passant d'une saison de septembre à janvier vers une saison de janvier à mars, contraria ses projets et ce fut le chef de la BBC, Alan Hart, qui eut l'idée de faire un téléfilm spécial diffusé hors-saison.

### Scénario
S'inspirant de la réunion des différents Docteurs ayant eu lieu dans The Three Doctors en 1973, l'épisode spécial pour les vingt ans de la série Doctor Who devait s'intituler "The Six Doctors" ("Les six Docteurs") et devait être écrit par le scénariste et ancien script-éditor (responsable des scénarios) de la série, Robert Holmes. L'épisode, commissionné le 2 août 1982, devait mettre en scène des Cybermen ayant capturés les cinq incarnations du Docteur afin d'en extraire l'ADN des Seigneurs du Temps pour se transformer en « Cyberlords ». On devait s'apercevoir finalement que le premier Docteur et Susan sont en réalité des copies robotisées et le salut devait arriver grâce au Second Docteur. On devait y voir Susan et Jamie Toutefois Holmes abandonna le scénario le 13 octobre et c'est un autre ancien script-éditor, Terrance Dicks qui fut engagé afin d'être responsable du projet. Holmes accepta néanmoins d'écrire un épisode pour la prochaine saison, (The Caves of Androzani) et réutilisera certaines idées de "The Six Doctors" pour l'épisode « The Two Doctors ».
L'épisode spécial fut établi en coproduction avec la Australian Broadcasting Corporation, bien que cet arrangement n'eut que peu d'incidence sur le projet général. Ironiquement, Dicks repris des personnages de la vie politique de Gallifrey comme Borusa ou Rassilon dont le caractère avait été établi par Robert Holmes dans l'épisode The Deadly Assassin. Il souhaita aussi faire réapparaître le Maître, mais sans que celui-ci ne soit le méchant de l'histoire, afin de surprendre le spectateur. À l'origine, Dicks s'appuya sur le fait que Tom Baker était l'acteur de la série le plus populaire et écrit une histoire où celui-ci jouait le plus grand rôle, à l'origine, c'était lui qui revenait auprès du Conseil des Seigneurs du Temps et démasquait Borusa. Il fut aussi décidé que Kamelion n'apparaîtrait pas dans cet épisode.
À l'époque où la participation de Tom Baker au projet était encore possible, la combinaison des Docteurs avec les compagnons était différente : le 4e Docteur devait être avec Sarah Jane, le 3e Docteur avec le Brigadier, et le second Docteur avec Jamie. Il fut aussi question à une époque de faire réapparaître Lalla Ward dans le rôle de Romana mais son divorce en mai 1982 avec Tom Baker, ruinait les chances de revoir le couple à l'écran. Le script changea en décembre 1982 car Frazer Hines était trop occupé sur le plateau du soap opéra Emmerdale pour jouer. Il fut décidé que Victoria Waterfield devait apparaître avec le second Docteur, mais l'actrice Deborah Watling n'était pas disponible non plus. Le 29 décembre, Tom Baker informa personnellement John Nathan-Turner qu'il ne souhaitait pas jouer dans cet épisode et le script changea, donnant de plus grands rôles aux 5e et 1er Docteurs.
Afin de faire jouer les acteurs qui ne pouvaient être disponible que pour une journée de tournage, la séquence où les Docteurs sont face à des illusions de ses anciens compagnons fut écrite au dernier moment. À l'origine, le second Docteur devait voir Zoe et Victoria et le fait que cette dernière appelle Lethbridge-Stewart "Brigadier" aurait mis la puce à l'oreille du Docteur, étant donné qu'elle ne l'a connu qu'à l'époque où il était colonel (The Web of Fear). Même si elle avait accepté de jouer de caméo le 11 février 1983, Deborah Watling se retrouva engagée à la fin du mois dans une autre série et ce fut Frazer Hines dans le rôle de Jamie qui accepta d'apparaître à sa place. John Levene devait aussi revenir dans le rôle du Sergent Benton au début de l'épisode, mais il trouvait que l'écriture du personnage n'était pas vraiment fidèle, celui-ci devant avoir oublié qui était le second Docteur. C'est un personnage inventé pour l'occasion, le Colonel Crichton qui pris sa place Louise Jameson offrit même de faire un caméo de Leela mais en l'absence du 4e Docteur, cette proposition n'avait pas de sens dans l'histoire et fut refusée.
Le script devait faire apparaître les Autons vus pour la dernière fois dans l'épisode Terror of the Autons. À l'origine, Sarah Jane était attaquée par eux au moment où elle arrivait dans la Zone Interdite et était secourue par le troisième Docteur. Toutefois, le passage fut supprimé pour des raisons de coûts budgétaires et remplacé par Sarah s'accrochant à une falaise. Il s'agit du dernier épisode écrit par Terrance Dicks pour la série, celui-ci raconta qu'il se disputa avec le script-éditor Eric Saward qui voulait ajouter bien plus de Cybermen et refusait l'apparition des Daleks au début de l'épisode. De même, le Robot Raston remplaça une apparition des Quarks (issues de The Dominators) et dont le costume provient des androïdes de Earthshock dont le costume a été repeint en blanc.

### Casting
- Durant le mois de juillet jusqu'au mois de décembre 1982, le producteur John Nathan-Turner et le script-éditor Eric Saward négocièrent avec les anciens acteurs récurrent de la série leur retour pour cet épisode spécial. Des négociations furent engagées notamment pour le cachet Jon Pertwee, qui accepta de diminuer le salaire qu'il avait demandé initialement parce qu'il était content de jouer une nouvelle fois dans la série[1].
- William Hartnell étant mort en 1975, le Premier Docteur fut joué par Richard Hurndall. Il fut un temps question que l'acteur Geoffrey Bayldon tienne le rôle mais Hurndall eut la bénédiction de la veuve d'Hartnell. Toutefois en hommage à Hartnell, un extrait de son discours à la fin de The Dalek Invasion of Earth fut placé en introduction de l'épisode. Ce fut l'un des tous dernier rôle joué par Richard Hurndall qui mourut en avril 1984.
- Après avoir initialement donné son accord pour jouer dans l'épisode, Tom Baker, trouvant que son départ de la série, deux ans auparavant était bien trop proche, refusa. Il autorisa toutefois que quelques extraits de l'épisode abandonné Shada soient utilisés pour donner l'illusion qu'il tient un rôle dans l'histoire.
- Paul Jerricho repris le rôle du Castelan du haut conseil des seigneurs du temps qu'il occupait dans l'épisode Arc of Infinity. À l'origine, Colin Baker devait revenir dans le rôle du Commandant Maxill, mais l'acteur n'était pas disponible[1]. Quelques mois plus tard, en juin 1983, il lui sera offert de devenir le 6e Docteur.
- Wendy Padbury étant enceinte au moment du tournage de son caméo, la production lui fit porter une robe ample très étrange afin que cela ne se voit pas.
- En avril 2013 Carole Ann Ford dévoila que les producteurs ne souhaitaient pas que Susan se réfère au Docteur comme étant son grand père. "Ils disaient : "Nous ne voulons pas que les gens s'imaginent qu'il y a une possibilité d'aventure sexuelle de parent à enfant". J'ai explosé de rire et j'ai dit "Dans ce cas là, je ne le fais pas". Le script fut changé pour inclure la relation entre les deux personnages[4].

### Réalisation
Dans l'idée de réaliser un épisode qui soit un hommage à la longévité de la série, le producteur John Nathan-Turner décida d'engager Waris Hussein qui avait réalisé le tout premier épisode de la série, An Unearthly Child en 1963. Toutefois Hussein était aux États-Unis à ce moment-là et ne put accepter l'offre Nathan-Turner demandera à un autre réalisateur vétéran Douglas Camfield, mais celui-ci était déjà malade à la suite de nombreux problèmes cardiaques qui le tueront au début de l'année 1984. Le réalisateur engagé fut finalement Peter Moffatt qui avait réalisé quelques épisodes de la série depuis la dix-huitième saison.
Le tournage en extérieur débuta dans un premier temps du 5 au 15 mars 1983 au Gwynedd dans le pays de Galles. Les scènes à l'œil d'Orion furent filmées à Penrhyndeudraeth, l'atterrissage du TARDIS ainsi que les scènes dans les grottes gardées par le Robot Raston eurent lieu à Ffestiniog, les scènes où le troisième Docteur est au volant de Bessie dans la Zone Interdite furent tournées à Cwm Bychan dans le Llanbedr. Pour des raisons budgétaires la scène où Sarah Jane tombe de la falaise fut changée par un simple fossé, ce qui sera plus tard jugé comme "peu convaincant". Le costume de Yeti vu dans les grottes était le même que celui utilisé dans l'épisode de 1968 The Web of Fear et en mauvais état. L'équipe réduisit l'éclairage et sélectionna des angles de caméra bien précis, afin que cela ne se remarque pas.
La suite du tournage eu lieu le 17 mars à Denham Green dans le Buckinghamshire pour les scènes de route où le Docteur conduit Bessie et les plans d'extérieur du Quartier Général de U.N.I.T., puis à Uxbridge dans le Middlesex pour les scènes voyant Sarah sortant de sa maison et se faisant prendre par le manipulateur temporel. Le même jour, les clichés promotionnels de l'épisode furent photographiés. Il était convenu que Tom Baker serait là, mais se doutant que celui-ci ne viendrait pas, John Nathan-Turner fit venir une statue de cire issue d'une exposition autour de Doctor Who au musée de Madame Tussauds afin de donner l'illusion que les 5 acteurs sont ensemble.
Le tournage en studio débuta par le tournage des scènes sur le toit de la tour et dans le Quartier Général d'UNIT dans les studios d'Ealing le 18 mars. Le tournage se continua du 29 au 31 mars au Studio 1 du Centre Télévisuel de la BBC pour les scènes à l'intérieur du TARDIS, sur Gallifrey, les scènes de confrontation avec le Daleks et à l'intérieur de la tour.

### Post-production
Les scènes mettant en scène le 4e Docteur furent reprise telle quelle du tournage de l'épisode abandonné Shada et modifiées de sorte à faire apparaître le manipulateur temporel enlevant le Docteur. L'épisode compte de nombreuses scènes en Matte painting créées par le designer des effets spéciaux de l'époque, Malcolm Thornton.
L'épisode connu deux montages possible, une version unitaire de 90 minutes et une version en quatre parties de 25 minutes destinée au marché international ou aux rediffusions. Ces épisodes se terminent de sorte à créer des cliffhanger : Sarah tombant dans le fossé, les Cybermen tentant de faire exploser le TARDIS alors que Susan et Turlough sont à l'intérieur et le Maître déclarant aux Docteurs qu'il souhaite le pouvoir de Rassilon. À noter que le générique final est un mix des différentes versions de la série : débutant par les arrangements de Delia Derbyshire de 1960, il passait à l'arrangement de Peter Howell utilisé à l'époque et ralenti. Ce mix ne fut utilisé que lors de la diffusion de cet épisode.

## Diffusion et Réception
| "The Five Doctors" | 25 mars 1983 | 90 min 23 s | 7,7 | Bandes couleurs PAL | Diffusé en intégralité le 25 novembre 1983, l'épisode fit un score d'audience moyen. | Diffusé en intégralité le 25 novembre 1983, l'épisode fit un score d'audience moyen. | Diffusé en intégralité le 25 novembre 1983, l'épisode fit un score d'audience moyen. | Diffusé en intégralité le 25 novembre 1983, l'épisode fit un score d'audience moyen. | Diffusé en intégralité le 25 novembre 1983, l'épisode fit un score d'audience moyen. |

L'épisode fut en réalité diffusé la première fois le 23 novembre sur l'antenne de la WTTW, une station de PBS à Chicago. C'est la première fois qu'un épisode de la série fut retransmis en avant-première aux USA avant sa diffusion en Angleterre. L'épisode fut diffusé sur BBC1 le 25 novembre 1983 afin d'être intégré lors du programme caritatif de la BBC Children in Need. Peter Davison faisait d'ailleurs une apparition après la fin de l'épisode. Pour l'occasion, Doctor Who fera la couverture du programme télévisé Radio Times pour la seule fois durant les années 1980.
L'épisode fut rediffusé un an après, dans sa version en 4 parties à raison d'une partie par semaine, du 14 au 17 août 1984. Il connut aussi un remontage en 1995 pour la version VHS incluant des scènes alternatives ou des prises coupées.

### Critiques
En 1995 dans le livre Doctor Who : The Discontinuity Guide, Paul Cornell, Martin Day, et Keith Topping trouvent que l'épisode est un joli conte d'anniversaire mais qu'il ne faut pas analyser de trop près le scénario, car il possède de nombreuses incohérences. Ils apprécient l'hommage de Terrance Dicks à la série, mais trouvent que Richard Hurndall joue un William Hartnell passable". Les auteurs de Doctor Who : The Television Companion (1998) estiment que l'épisode n'est pas "aussi pire que ce qu'il aurait pu être" mais que "l'histoire éclate parfois un peu sous l'incursion de tant de personnages favoris". Même s'ils trouvent que cela fonctionne en tant qu'amusement d'anniversaire, ils restent déçus que tous les 5 Docteur n'aient pas participé et qu'un des quatre restant n'ait pas été joué par l'acteur d'origine.
En 2012, Patrick Mulkern de Radio Times trouve l'épisode amusant et plein d'amour pour le matériel de base. Il trouve toutefois que Jon Pertwee et Elisabeth Sladen s'en sortent mieux que les autres. Il y trouve "la sortie la plus efficace d'Anthony Ainley" et apprécie l'efficacité du script et bien d'autres aspects de l'épisode en dépit de la réalisation "sans relief" de Peter Moffatt. Sur le site DVD Talk's, Stuart Galbraith donne à l'épisode la note de 4 sur 5, trouvant le jeu de Richard Hurndall en tant que 1er Docteur comme étant "la plus grosse et meilleure surprise de l'épisode". Critiquant l'épisode pour le site io9 Alasdair Wilkins trouve que l'épisode est "loin d'être parfait" et n'est qu'une "grosse aventure idiote" mais qu'elle "marche bien mieux si l'on éteint son cerveau à certains endroits".
Le critique du site Digital Spy, Morgan Jeffery, donne à l'épisode la note de 3 sur 5 et écrit "ça n'est pas le meilleur épisode de la série, mais il est amusant quand on adopte le bon état d'esprit".

## Novélisation
L'épisode fut romancé par Terrance Dicks lui-même et publié le 24 novembre 1983, c'est-à-dire un jour avant la diffusion de l'épisode original. Le roman porte le numéro 81 de la collection Doctor Who des éditions Target Books. Il comporte de nombreuses scènes qui furent supprimées du script final, comme le passage où Sarah Jane se retrouve accrochée à une falaise. L'illustrateur Andrew Skilleter dira s'être amusé à glisser l'ombre d'un potentiel sixième Docteur sur la couverture. Ce roman n'a jamais connu de traduction à ce jour.

## Éditions commerciales
L'épisode n'a jamais été édité en français, mais a connu plusieurs éditions au Royaume-Uni et dans les pays anglophones.
- L'épisode est sorti en VHS et en Betamax en septembre 1985, dans une version plus courte où 2 minutes ont été supprimées.
- L'épisode fut réédité en 1990 en VHS dans une version reprenant fidèlement la version télé.
- L'épisode fut édité en laserdisc en 1994 aux États-Unis.
- En novembre 1995, l'épisode ressorti dans un coffret « édition spéciale » comprenant l'épisode The King's Demons et un livre de carte postale. L'épisode "spécial" comporte de nouvelles scènes, des effets spéciaux qui ont changé, une piste en surround et des scènes coupées intégrées dans l'histoire.
- L'épisode fut l'un des premiers à être édité en DVD le 1er novembre 1999 dans une édition reprenant l'épisode tel qu'il fut diffusé dans l'édition spéciale. L'édition US de cet épisode comporte toutefois des commentaires audios de Peter Davison et du scénariste Terrance Dicks.
- L'épisode fut disponible sur téléphone portable en 2005 via un portail de la BBC.
- L'épisode ressorti en DVD le 3 mars 2008 afin de fêter ses 25 ans, dans un coffret double-DVD comprenant la version télé et la version "édition spéciale". Cette édition comprend les commentaires audio de Carole Ann Ford, Nicholas Courtney, Elisabeth Sladen, Mark Strickson, Peter Davisonet et du scénariste Terrance Dicks, ainsi qu'un documentaire de 52 minutes sur l'épisode, un documentaire sur l'intégration de l'épisode au sein de la série, des vidéos du tournage, des scènes brutes, les publicités d'époque et d'autres bonus. On trouve un "easter egg" contenant les commentaires audios de David Tennant, Helen Raynor et Phil Collinson.